# Mys Canaveral

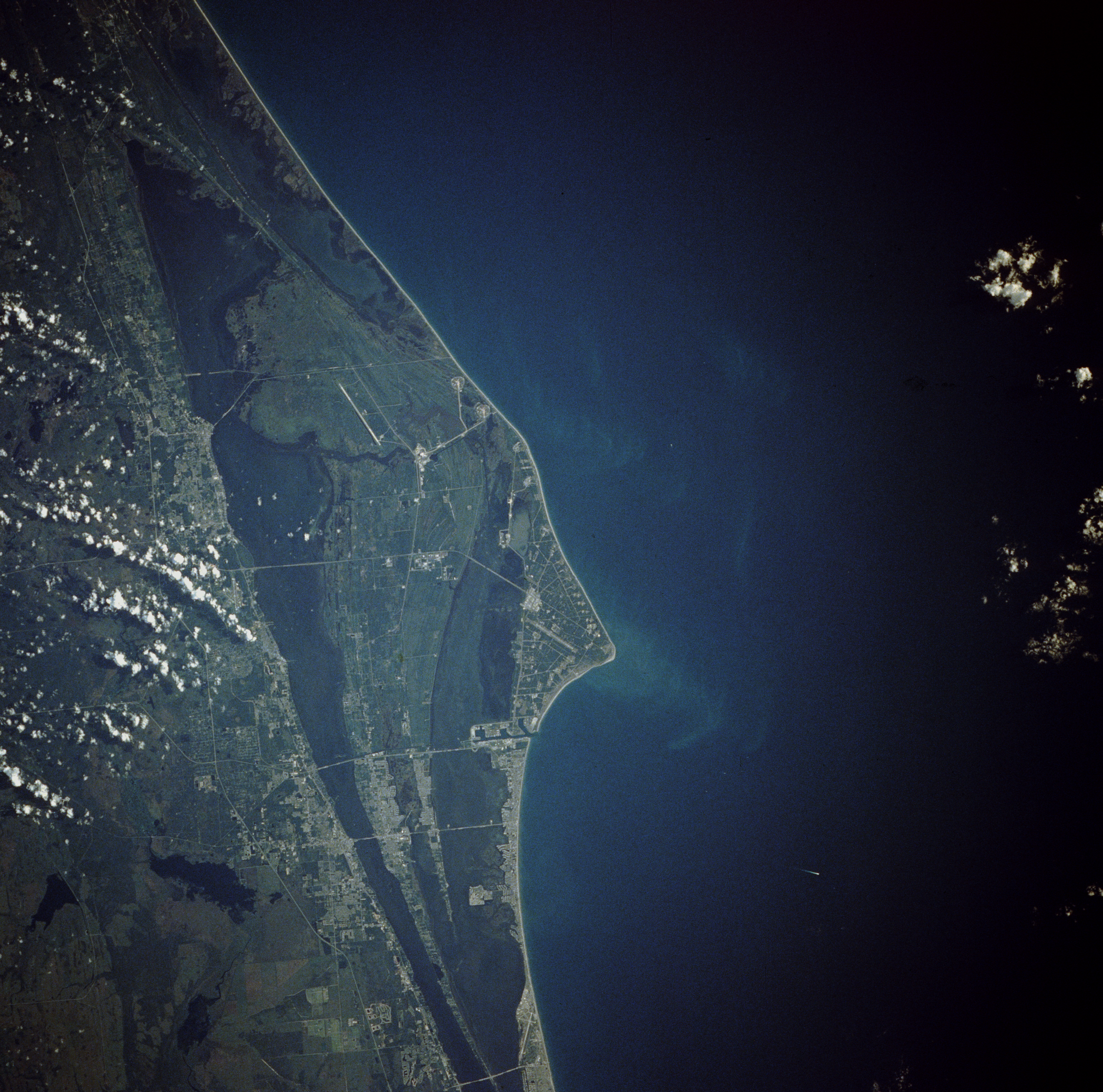
Pohled na Mys Canaveral z vesmíru, srpen 1991

Mys Canaveral (anglicky Cape Canaveral, v letech 1963–73 Cape Kennedy) je mys na Merrittově ostrově na Floridě v USA na 28°33′21″ s.š. a 80°36′17″ z.d. Od floridské pevniny je oddělen lagunou jménem Indiánská řeka. Patří pod jurisdikci stejnojmenného města.  V roce 1963 byl pojmenován Cape Kennedy na počest zavražděného prezidenta Johna Fitzgeralda Kennedyho, ale změna se neujala a v roce 1973 bylo rozhodnuto o návratu k původnímu názvu.

## Historie
Původními obyvateli byli příslušníci kmene Ais. Mys objevil pro Evropany v roce 1513 Juan Ponce de León. Od poloviny 16. století byl uváděn na španělských mapách jako Cañaveral (v překladu „třtinové pole“).

## Ve znamení astronautiky
Je sídlem Kennedyho vesmírného střediska a odpalovací základny nazývané Cape Canaveral Air Force Station. V roce 1949 zde byla založena základna válečného námořnictva pro zkoušky ukořistěných německých raket. Mys je propojen s ostrovem Merrit, který je také součástí areálu kosmodromu.
Odsud je vypouštěno mnoho vesmírných raket a raketoplánů. První raketa byla odtud vypuštěna 24. července 1950. 

## Ostatní zajímavosti
Další význačné rysy této oblasti jsou místní maják a přístav. Je zde také přírodní rezervace.